# 5. symfoni (Mahler)
 For alternative betydninger, se 5. symfoni. (Se også artikler, som begynder med 5. symfoni)
5. symfoni i cis-mol (Symfonien ender i e-dur) af Gustav Mahler er skrevet mellem 1901 og 1902
Symfonien har 5 satser:
1. Trauermarsch. In gemessenem Schritt. Streng. Wie ein Kondukt
2. Stürmisch bewegt, mit größter Vehemenz
3. Scherzo. Kräftig, nicht zu schnell
4. Adagietto. Sehr langsam
5. Rondo-Finale. Allegro

## Orkestrering

### Mahlers forslag til orkestreringen.
(instrumenterne i parentes indikerer at musikerne spiller flere instrumenter. (4 fløjter (2 Piccolo) betyder f.eks. at to af fløjtenisterne skifter til piccolofløjte i visse passager)
- 4 Fløjter (2 Piccolofløjter)
- 3 Oboer (1 Engelskhorn)
- 3 Klarinetter (1 basklarinet)
- 3 Fagoter (1 Contrafagot)
- 6 Valdhorn
- 4 Trompeter (1 Flygelhorn)
- 3 Basuner
- 1 Tuba
- Pauker
- Slagtøj
  - Stortromme
  - Bækner
  - Triangel
  - Stortromme
  - Tam tam
  - Lilletromme
  - Klokkespil
  - Træklapper (slaginstrument)
- 1 Harpe
- Strygere

## I film
- 4. sats, adagiettoen, bruges som ledemotiv i Luchino Viscontis Døden i Venedig, bygget over Thomas Manns novelette.